# Oralia Domínguez
Oralia Domínguez (San Luis Potosí, 25 ottobre 1925 – Milano, 25 novembre 2013) è stata un mezzosoprano messicano.

## Biografia
Dopo aver compiuto gli studi e aver esordito nel proprio paese nel 1945 in Manon Lescaut (un Musico), si esibì ripetutamente nella capitale messicana, per poi trasferirsi in Europa, dove nel maggio 1953 debuttò alla Scala in Adriana Lecouvreur e due anni più tardi prese parte alla prima rappresentazione di The Midsummer Marriage di Michael Tippett alla Royal Opera House di Londra.
Nel 1957 debuttò al Teatro Carlo Felice di Genova in Samson et Dalila e nel 1958 si esibì al Teatro San Carlo di Napoli ne La forza del destino, esibizione di cui è disponibile una registrazione video, girata in una recita speciale a luci accese, con Renata Tebaldi, Franco Corelli, Ettore Bastianini e Boris Christoff. 
Scritturata dai principali teatri italiani ed esteri, per vent'anni ha svolto una brillante carriera, alternando frequentemente l'attività operistica a quella concertistica.

## Repertorio
| Ruolo                   | Titolo                        | Autore      |
| ----------------------- | ----------------------------- | ----------- |
| Carmen                  | Carmen                        | Bizet       |
| Končakova               | Il principe Igor'             | Borodin     |
| Olga                    | Eugenio Onegin                | Čajkovskij  |
| La Discordia            | Le nozze di Teti e Peleo      | Cavalli     |
| Didone                  | L'Egisto                      | Cavalli     |
| Principessa di Bouillon | Adriana Lecouvreur            | Cilea       |
| Giovanna Seymour        | Anna Bolena                   | Donizetti   |
| Madama Rosa             | Il campanello                 | Donizetti   |
| Orfeo                   | Orfeo ed Euridice             | Gluck       |
| Cornelia                | Giulio Cesare in Egitto       | Händel      |
| Bradamante Ruggiero     | Alcina                        | Händel      |
| Santa Caterina          | Giovanna d'Arco al rogo       | Honneger    |
| Hänsel                  | Hänsel e Gretel               | Humperdinck |
| Carlotta                | Werther                       | Massenet    |
| Euridice                | L'Orfeo                       | Monteverdi  |
| Penelope                | Il ritorno d'Ulisse in patria | Monteverdi  |
| Ottavia                 | L'incoronazione di Poppea     | Monteverdi  |
| Cherubino               | Le nozze di Figaro            | Mozart      |
| Marina                  | Boris Godunov                 | Musorgskij  |
| Marfa                   | Chovanščina                   | Musorgskij  |
| Clitennestra            | Ifigenia                      | Pizzetti    |
| La Cieca                | La Gioconda                   | Ponchielli  |
| Un musico               | Manon Lescaut                 | Puccini     |
| Suzuki                  | Madama Butterfly              | Puccini     |
| La Frugola              | Il tabarro                    | Puccini     |
| La zia principessa      | Suor Angelica                 | Puccini     |
| La Maga                 | Didone ed Enea                | Purcell     |
| Isabella                | L'italiana in Algeri          | Rossini     |
| Rosina                  | Il barbiere di Siviglia       | Rossini     |
| Dalila                  | Sansone e Dalila              | Saint-Saëns |
| Gran Vestale            | La Vestale                    | Spontini    |
| Adelaide                | Arabella                      | Strauss     |
| Sosostris               | The Midsummer Marriage        | Tippett     |
| Federica                | Luisa Miller                  | Verdi       |
| Maddalena               | Rigoletto                     | Verdi       |
| Azucena                 | Il trovatore                  | Verdi       |
| Ulrica                  | Un ballo in maschera          | Verdi       |
| Preziosilla             | La forza del destino          | Verdi       |
| Principessa d'Eboli     | Don Carlo                     | Verdi       |
| Amneris                 | Aida                          | Verdi       |
| Meg Page Mrs. Quickly   | Falstaff                      | Verdi       |
| Fricka Erda             | L'oro del Reno                | Wagner      |
| Erda                    | Sigfrido                      | Wagner      |

## Discografia
- Aida, con Maria Callas, Mario Del Monaco, Giuseppe Taddei, dir. Oliviero De Fabritiis - dal vivo Città del Messico 1951
- Werther (in ital.), con Giuseppe Di Stefano, Piero Campolonghi, dir. Guido Picco - dal vivo Città del Messico 1952
- Falstaff, con Giuseppe Taddei, Anna Maria Rovere, Anna Maria Canali, Aldo Protti, Rosanna Carteri, Nicola Monti, dir. Mario Rossi - dal vivo RAI-Milano 1953
- L'incoronazione di Poppea, con Carlo Bergonzi, Rolando Panerai, Mario Petri, dir. Nino Sanzogno - dal vivo RAI 1954
- Messa di requiem, con Giuseppe di Stefano, Cesare Siepi, Elisabeth Schwarzkopf, dir. Victor de Sabata - Columbia/Emi 1954
- Messa di requiem, con Nicolai Gedda, Giuseppe Modesti, Antonietta Stella, dir. Herbert von Karajan - dal vivo Vienna 1954
- Don Carlo, con Mirto Picchi, Cesare Siepi, Enzo Mascherini, Antonietta Stella, dir. Mario Rossi - dal vivo RAI-Torino 1954
- La forza del destino, con Renata Tebaldi, Franco Corelli, Ettore Bastianini, Boris Christoff, dir. Francesco Molinari Pradelli - dal vivo Napoli 1958
- Un ballo in maschera, con Giuseppe Di Stefano, Margherita Roberti, Manuel Ausensi, dir. Renato Cellini - dal vivo Mexico City 1960
- Il trovatore, con Luigi Ottolini, Luisa Maragliano, Cornell MacNeil, dir. Fernando Previtali - dal vivo Buenos Aires 1963
- Samson et Dalila, con Jon Vickers, Ernest Blanc, dir. Jean Fournet - dal vivo Amsterdam 1964
- Aida, con Lucilla Udovich, Sándor Kónya, Cesare Bardelli, dir. Renato Cellini - dal vivo New Orleans 1964
- L'incoronazione di Poppea, con Boris Christoff, Mirto Picchi, Mirella Parutto, Renato Cesari, dir. Carlo Franci - dal vivo Firenze 1966
- La Gioconda (la Cieca), con Renata Tebaldi, Carlo Bergonzi, Marilyn Horne, Nikola Gjuzelev, dir. Lamberto Gardelli - Decca 1967
- L'oro del Reno (Erda), con Dietrich Fischer-Dieskau, Josephine Veasey, Helen Donath, Edda Moser, Zoltan Kelemen, dir. Herbert von Karajan - DG 1967
- L'oro del Reno (Erda), con Dietrich Fischer-Dieskau, Josephine Veasey, Helen Donath, Edda Moser, Zoltan Kelemen, dir. Herbert von Karajan - dal vivo Berlino 1968
- Sigfrido, con Jess Thomas, Gherard Stolze, Thomas Stewart. Helga Dernesch, Zoltan Keleman, dir. Herbert von Karajan - DG 1968-69
- Sigfrido, con Jess Thomas, Gherard Stolze, Helga Dernesch, Zoltan Keleman, dir. Herbert von Karajan - dal vivo Berlino 1969
- Sigfrido, con Theo Adam, Jean Cox, Nadezda Kniplova, dir. Wolfgang Sawallisch - dal vivo RAI Roma 1968